# Prodiit jamdudum
Prodiit jamdudum è una enciclica di papa Benedetto XIV, datata 30 gennaio 1751, con la quale il Pontefice decide di spostare il digiuno della vigilia della festa di san Mattia al sabato seguente, poiché la festa cade nell'ultimo giorno di Carnevale.

## Fonte
- Tutte le encicliche e i principali documenti pontifici emanati dal 1740. 250 anni di storia visti dalla Santa Sede, a cura di Ugo Bellocci. Vol. I: Benedetto XIV (1740-1758), Libreria Editrice Vaticana, Città del Vaticano 1993